# 梅迪西总统镇
梅迪西总统镇是巴西马拉尼昂州的一个市镇。总面积437.665平方公里，总人口4198人，人口密度9.6人/平方公里。